# Addison Holley
 (mars 2023).
Si vous disposez d'ouvrages ou d'articles de référence ou si vous connaissez des sites web de qualité traitant du thème abordé ici, merci de compléter l'article en donnant les références utiles à sa vérifiabilité et en les liant à la section « Notes et références ».
Addison Holley est une actrice canadienne née le 18 mai 2000.

## Filmographie
(juillet 2022).

### Télévision
- PAW Patrol : La Pat' Patrouille
- Le Village de Dany
- Les Mini-sorcières
- Rosie Takes the Train
- Wishenpoof!
- Fixer-Upper
- Trapped: The Alex Cooper Story
- Cold Blood
- Doodlebops Rockin' Road Show
- Monster Math Squad
- Really Me
- The ZhuZhus
- True and the Rainbow Kingdom
- Wild Kratts
- 2008 : Cyborg Soldier : Katie
- 2010-2011 : Baxter : Dana McNab / Dana
- 2010 : Caillou : Layla
- 2011-2014 : Mon grand grand ami : Lili
- 2012 : Ma Babysitter est un Vampire : Anastasia
- 2012-2014 : Ella l'éléphant : Ella
- 2013 : Grojband : Kate / Kate Persky
- 2013-2017 : Annedroids : Anne
- 2013-2016 : Peg + Cat : Tessa
- 2014 : Shelby : Haley
- 2015-2022 : Pyjamasques
- 2016 : The Red Maple Leaf : Frankie Palermo

### Film
- 2022 : Mon grand grand ami : le film  : Lili